# Terremotos de Ecuador de 1987
El 5 de marzo de 1987 el Ecuador fue golpeado por dos terremotos. El primero, a las 20:54, con una magnitud de 6,4 y el segundo, a las 23:10, con una magnitud de 7,2 . El saldo final fueron 1000 muertos y daños materiales por US$ 1000 millones. La mayor parte de las pérdidas humanas y de la destrucción material no se produjo por los sacudones de tierra, sino por deslaves posteriores.
Aparte de algunas edificaciones afectadas en las ciudades de Baeza, Ibarra, Otavalo y  Cayambe y de daños a edificaciones antiguas, fue poca la destrucción directamente producida por el movimiento telúrico.
El epicentro fue junto al volcán Reventador, en una zona caracterizada por laderas muy empinadas, laderas que, adicionalmente, estaban especialmente húmedas por las copiosas lluvias del mes de febrero de 1987. Si bien los terremotos dañaron relativamente pocas estructuras, sí debilitaron las laderas de la zona cercana al epicentro. Muchas de esas laderas (humedecidas por las lluvias) al ser sacudidas se desprendieron y produjeron destructivos deslaves. La intensidad del sismo fue tan fuerte que se logró sentir con fuerza en ciudades de Colombia tan alejadas como Ipiales, San Juan de Pasto, Popayan y Cali.[cita requerida]
La infraestructura más importante dañada por los terremotos fueron 70 Km del Oleoducto Transecuatoriano. La reparación del oleoducto demoró únicamente 5 meses, pero el daño a la economía fue grave porque durante ese tiempo bloqueó la exportación de petróleo en un país altamente dependiente de su extracción.
Deslizamientos de rocas y tierra, avalanchas de escombros y flujos de lodo inundaron esta zona oriental de los Andes produciendo la destrucción o rotura de aproximadamente 70 km del oleoducto transecuatoriano y de la única carretera entre Quito y los bosques lluviosos y campos petrolíferos ecuatorianos. Las pérdidas económicas fueron estimadas en mil millones de dólares; los efectos de la amplia afectación sobre el desarrollo agrícola e hidroeléctrico de la región fueron difíciles de evaluar, pero indudablemente muy grandes.